# Coelorinchus biclinozonalis
Coelorinchus biclinozonalis és una espècie de peix de la família dels macrúrids i de l'ordre dels gadiformes.

## Morfologia
- Els mascles poden assolir 60 cm de llargària total.[5][6]

## Hàbitat
És un peix d'aigües subtropicals que viu entre 4-549 m de fondària.

## Distribució geogràfica
És un endemisme de Nova Zelanda.